# Novosilkî, Ovruci
Novosilkî (în ucraineană Новосілки) este un sat în comuna Rakivșciîna din raionul Ovruci, regiunea Jîtomîr, Ucraina.

## Demografie
Componența lingvistică a localității Novosilkî
     Ucraineană (97,73%)
     Română (2,27%)
Conform recensământului din 2001, majoritatea populației localității Novosilkî era vorbitoare de ucraineană (97,73%), existând în minoritate și vorbitori de română (2,27%).